# Emporia (Wirginia)
Emporia – miasto w Stanach Zjednoczonych, w stanie Wirginia.